# Annita van Doorn
Annita van Doorn (* 26. April 1983 in Utrecht) ist eine niederländische Shorttrackerin.
In der Saison 2003/04 debütierte van Doorn im Weltcup und nahm erstmals an einer internationalen Meisterschaft teil. Bei der Teamweltmeisterschaft in Sofia belegte sie mit ihren Teamkolleginnen Rang acht. Ihre ersten Erfolge feierte sie in der Saison 2004/05. In Saguenay gewann sie über 3000 m ein Weltcuprennen und holte damit als erste Niederländerin einen Streckensieg im Weltcup. 2006/07 errang van Doorn schließlich ihre erste internationale Meisterschafts-Medaille. Bei der Europameisterschaft 2007 in Sheffield gewann sie mit der Staffel Bronze und wurde im Mehrkampf Sechste. Ihr bestes Weltcupresultat in der Saison war ein zehnter Rang über 1500 m. Ein Jahr später gewann sie bei der Europameisterschaft 2008 in Ventspils das 500-m-Einzelrennen und verbesserte sich im Mehrkampf auf Rang fünf. Im Weltcup errang sie über 500 m und 1500 m jeweils sechste Plätze. Auch die Saison 2008/09 lief für van Doorn erfolgreich. Über 500 m erreichte sie als bestes Weltcupresultat Rang acht und über 1000 m Rang fünf, mit der Staffel zog sie einmal ins Finale ein und wurde Vierte. Bei der Teamweltmeisterschaft in Heerenveen belegte ihr Team Rang sechs und bei der Europameisterschaft in Turin gewann sie mit der Staffel abermals Staffel-Bronze. Zudem errang sie erstmals einen nationalen Titel. Im Weltcup konnte sie in der folgenden Saison 2009/10 keine vorderen Ränge einnehmen. Van Doorn konnte bei der Europameisterschaft in Dresden jedoch Staffel-Bronze wiederholen. Sie qualifizierte sich für die Olympischen Spiele 2010 in Vancouver, wo sie mit der Staffel Rang vier belegte und über 1000 m das Viertelfinale erreichte und Elfte wurde. Die Saison 2010/11 wurde ihre bislang erfolgreichste. Im Weltcup platzierte sie sich fünfmal in den Top Ten und holte mit der Staffel in Changchun eine Podestplatzierung. Bei der Europameisterschaft in Heerenveen gewann sie vor heimischen Publikum mit der Staffel die Goldmedaille. Die Staffel konnte schließlich auch bei der Weltmeisterschaft in Sheffield überzeugen und Silber gewinnen, im Mehrkampf belegte van Doorn Rang 16. Bei der Europameisterschaft 2012 in Mladá Boleslav konnte sie mit der Staffel den Titel verteidigen.
Im November 2009 gehörte Annita van Doorn mit Liesbeth Mau Asam, Maaike Vos, Sanne van Kerkhof und Jorien ter Mors zur niederländischen Staffel, die in Marquette in 4:13,135 min einen niederländischen Rekord aufstellte. Außerdem hält sie aktuell über 1000 m in 1:31,516 min den nationalen Rekord, den sie bei Olympia 2010 aufstellte.